# Kgatelopele
Kgatelopele – gmina w Republice Południowej Afryki, w Prowincji Przylądkowej Północnej, w dystrykcie Siyanda. Siedzibą administracyjną gminy jest Danielskuil.